# Jack Murray
Pour les articles homonymes, voir Murray.

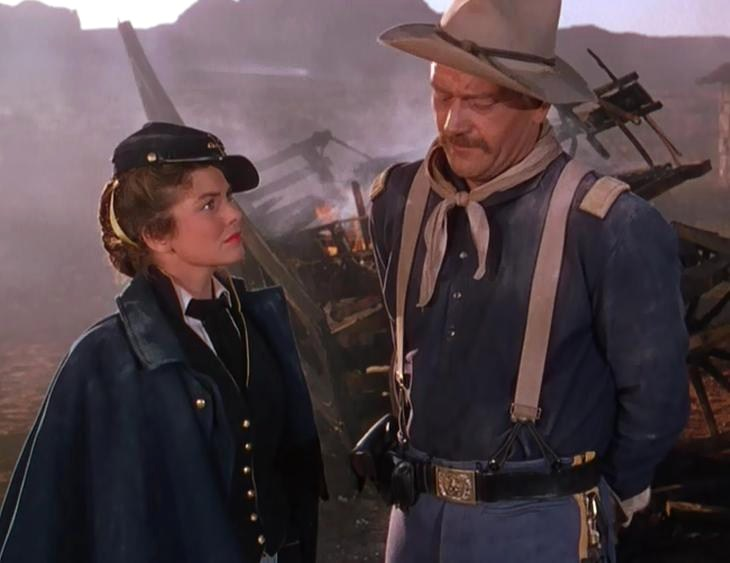
La Charge héroïque (1949, avec Joanne Dru et John Wayne

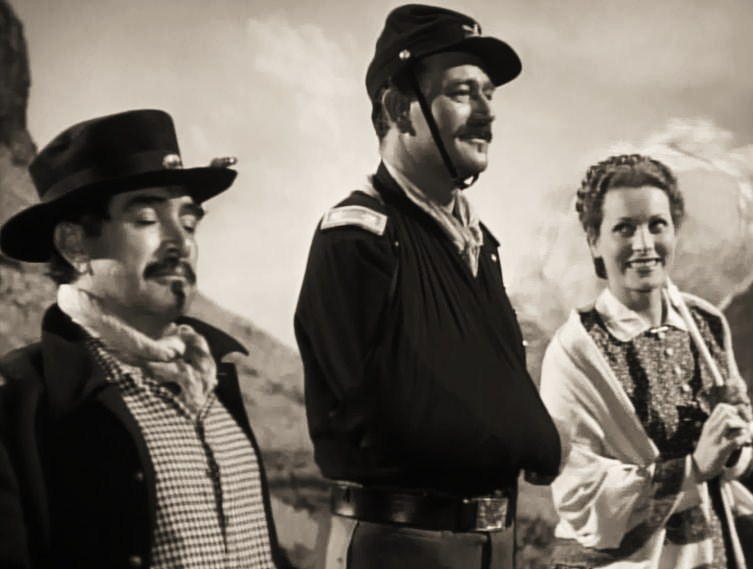
Rio Grande (1950), avec J. Carrol Naish, John Wayne et Maureen O'Hara (de g. à d.)

John Wyncoup « Jack » Murray (Jr.) — né le 31 mai 1900 en Géorgie (lieu à préciser), mort le 7 février 1961 à Los Angeles (Californie) — est un monteur américain, membre de l'ACE.

## Biographie
Jack Murray débute comme monteur sur un film sorti en 1929 et travaille entre autres dans les années 1930 sur quatre réalisations de Raoul Walsh, dont Le Passeport jaune (1931, avec Elissa Landi et Lionel Barrymore). Durant cette même période, signalons aussi deux films réalisés par Irving Cummings ayant pour jeune vedette Shirley Temple, Boucles d'or (1935) et Pauvre petite fille riche (version de 1936).
Cette même année 1936 sort Je n'ai pas tué Lincoln (avec Warner Baxter et Gloria Stuart) qui lui permet de collaborer pour la première fois avec son réalisateur, John Ford. Il le retrouve sur quatorze autres films à partir de Dieu est mort (1947, avec Henry Fonda et Dolores del Río), en passant notamment par La Charge héroïque (1949, avec John Wayne et Victor McLaglen), L'Homme tranquille (1952, avec John Wayne et Maureen O'Hara) et La Prisonnière du désert (1956, avec John Wayne et Jeffrey Hunter).
Le dernier des cinquante-sept films américains que Jack Murray monte est Les Deux Cavaliers du même John Ford (avec James Stewart et Richard Widmark), sorti le 26 juillet 1961, à peine moins de six mois après sa mort prématurée (à 60 ans).
En dehors des réalisations de John Ford, citons encore La Rivière rouge d'Howard Hawks et Arthur Rosson (1948, avec John Wayne et Montgomery Clift), Big Jim McLain d'Edward Ludwig (1952, avec John Wayne et Nancy Olson) et China Doll de Frank Borzage (1958, avec Victor Mature et Ward Bond).

## Filmographie

### Réalisations de John Ford
(intégrale de leur collaboration)
- 1936 : Je n'ai pas tué Lincoln (The Prisoner of Shark Island)
- 1947 : Dieu est mort (The Fugitive)
- 1948 : Le Massacre de Fort Apache (Fort Apache)
- 1948 : Le Fils du désert (3 Godfathers)
- 1949 : La Charge héroïque (She Wore a Yellow Ribbon)
- 1950 : Le Convoi des braves (Wagon Master)
- 1950 : Rio Grande
- 1952 : L'Homme tranquille (The Quiet Man)
- 1953 : Le soleil brille pour tout le monde (The Sun Shines Bright)
- 1955 : Permission jusqu'à l'aube (Mister Roberts) (coréalisé par Mervyn LeRoy)
- 1956 : La Prisonnière du désert (The Searchers)
- 1958 : La Dernière Fanfare (The Last Hurrah)
- 1959 : Les Cavaliers (The Horse Soldiers)
- 1960 : Le Sergent noir (Sergeant Rutledge)
- 1961 : Les Deux Cavaliers (Two Rode Together)

### Autres réalisateurs
(sélection)
- 1930 : Scotland Yard de William K. Howard
- 1930 : Madame et ses partenaires (Part Time Wife) de Leo McCarey
- 1930 : A Devil with Women d'Irving Cummings
- 1931 : Le Passeport jaune (The Yellow Ticket) de Raoul Walsh
- 1932 : Me and My Gal de Raoul Walsh
- 1932 : Wild Girl de Raoul Walsh
- 1933 : Sailor's Luck de Raoul Walsh
- 1934 : Grand Canary d'Irving Cummings
- 1935 : Boucles d'or (Curly Top) d'Irving Cummings
- 1935 : Pas de pitié pour les kidnappeurs (Show Them No Mercy!) de George Marshall
- 1936 : Pauvre Petite Fille riche (Poor Little Rich Girl) d'Irving Cummings
- 1936 : Dortoir de jeunes filles (Girls Dormitory) d'Irving Cummings
- 1937 : Nancy Steele a disparu (Nancy Steele Is Missing) de George Marshall
- 1937 : Par trois longueurs (Checkers) de H. Bruce Humberstone
- 1937 : Charmante Famille (Danger – Love at Work) d'Otto Preminger
- 1938 : Les Deux Bagarreurs (Battle of Broadway) de George Marshall et Allan Dwan
- 1938 : Démons de la route (en) (Road Demon) d'Otto Brower
- 1938 : Joyeux Gitans (Rascals) de H. Bruce Humberstone
- 1948 : La Rivière rouge (Red River) d'Howard Hawks et Arthur Rosson
- 1951 : Tarzan et la reine de la jungle (en) (Tarzan's Peril) de Byron Haskin
- 1952 : Big Jim McLain d'Edward Ludwig
- 1956 : Les Sept Merveilles du monde (Seven Wonders of the World) de Tay Garnett, Andrew Marton et autres (documentaire)
- 1958 : China Doll de Frank Borzage
- 1961 : Griffes d'acier (The Steel Claw) de George Montgomery